# Pseudoterpna tangens
Pseudoterpna tangens là một loài bướm đêm trong họ Geometridae.